# Instituto Budista Internacional
El Instituto Budista Internacional, fundado en 1969 y autodisuelto en 2003, fue una asociación francesa que estableció la Pagoda de Vincennes en 1977, posteriormente gestionada por la Unión Budista de Francia.

## Historia
En 1969, el político francés Jean Sainteny fundó el Instituto Budista Internacional en París. Jean Sainteny fue un miembro de la resistencia, nombrado Comisionado de la República para el Protectorado francés de Tonkin en 1945. Su objetivo fue construir el primer centro de culto budista interconfesional en Francia, capaz de acoger en él a todas las denominaciones budistas. Abierto tanto a visitantes como a profesionales, este centro también pretendía ser una puerta de entrada a la cultura del Lejano Oriente.
La asociación, ley de 1901, permitió así, después de muchas dificultades financieras, la creación de la pagoda en el Bois de Vincennes, en el sitio del antiguo pabellón de Camerún de la Exposición Colonial Internacional de 1931, que luego se convirtió en 1971 en el Museo de las industrias de la madera de la ciudad de París. La pagoda fue inaugurada el 28 de octubre de 1977 por Jacques Chirac, alcalde de París. Las estatuas de “Unsui Gunzo” son entregadas oficialmente a la ciudad de París, ofrecidas por el comité de apoyo japonés para el Instituto Budista Internacional.
En 1980, Kalou Rinpoché, que acababa de dar una lección en la Pagoda del Bois de Vincennes, se reunió con Jean Ober, secretario general del Instituto Budista Internacional, con quien discutió el proyecto de construcción del Templo Tibetano de Kagyu-Dzong dentro del lugar. Fue construido en 1985.
La asociación se autodisolvió en 2003y la pagoda del Bois de Vincennes pasó entonces a manos de la Unión Budista de Francia.